# Роберт Луїс Август Максиміліан Гюрке
Роберт Луїс Август Максиміліан Гюрке (нім. Robert Louis August Maximilian Gürke або нім. Robert Louis August Maximilian Guerke, или нім. Max Gürke, 17 листопада 1854 — 16 березня 1911) — німецький ботанік.

## Біографія
Роберт Луїс Август Максиміліан Гюрке народився у місті Битом-Оджанський 17 листопада1854 року.
Він навчався у реальній школі в Герліці, здобув свідоцтво про закінчення школи у 1875 році, вивчав природничі науки в Берліні, а потім працював учителем у військовій академії у Герліці. У 1886 році він став науковим співробітником ботанічного саду Берліна та ботанічного музею Берлін-Далем. У 1892 році здобув докторський ступінь у Геттінгенському університеті, захистивши дисертацію по Malvaceae. Удостоєний звання професора у 1904 році.
4 квітня 1906 року Гюрке був обраний членом німецького товариства дослідників природи «Леопольдина».
Максиміліан Гюрке автор багатьох робіт з культури кактусів, учень і послідовник Карла Шумана. Продовжив випуск, заснованого Шуманом видання «Blühende Kakteen» (укр. «Квітучі кактуси»), ілюстрації до якого зробила його дружина Тоні Гюрке.
Він зробив значний вклад в ботаніку, описавши багато видів насіннєвих рослин.
Роберт Луїс Август Максиміліан Гюрке помер у Берліні 16 березня 1911 року.

## Наукова діяльність
Роберт Луїс Август Максиміліан Гюрке спеціалізувався на насіннєвих рослинах.

## Наукові роботи
- Karl Richter; M Gürke. Plantae Europeae; enumeratio systematica et synonymica plantarum phanerogamicarum in Europa sponte crescentium vel mere inquilinarum. Paris, Librairie des Sciences Naturelles, 1890–1897[13].
- Karl Richter; M Gürke. Plantae Europeae. Enumeratio systematica et synonymica plantarum phaenerogamicarum in Europa sponte crescentium vel mere inquilinarum. Leipzig, W. Engelmann, 1890–1903[14].

## Вшанування
Карл Моріц Шуман (1851—1904) назвав на його честь рід рослин Guerkea родиниа Барвінкові.
Також на честь Максиміліана Гюрке були названі Coryphantha guerkeana (Boed.) Britton & Rose (зараз є синонімом Coryphantha ottonis (Pfeiff.) Lem.) і Gymnocalycium guerkeanum (Heese) Britton & Rose (зараз є синонімом Gymnocalycium hyptiacanthum subsp. uruguayense (Arechav.) Mereg.).